# Seppo Pohjola
Seppo Pohjola, född 4 maj 1965 i Esbo, är en finländsk tonsättare. Han är son till Erkki Pohjola.
Pohjola är elev till Paavo Heininen och Erkki Jokinen. Han är en rigorös modernist, som under andra halvan av 1990-talet genomgick en stilistisk metamorfos och successivt breddade uttrycksskalan till dagens multistilistiska idiom, där moderna och traditionella element ingår symbios. Hans musik kännetecknas av stark expressivitet och påtaglig rörelseenergi. Bland verken märks kammaroperan Skåpet (2004), Symfoni nr 1 (2002), fyra stråkkvartetter (1991–2006) samt Oravan laulu (Kivi, 2000) för blandad kör.